# Condado de Chester (Pensilvania)
El condado de Chester (en inglés: Chester County), fundado en 1682, es uno de 67 condados del estado estadounidense de Pensilvania. En el año 2010 tenía una población de 498.886 habitantes con una densidad poblacional de 253.50 personas por km². La sede del condado es West Chester.
El condado de Chester es uno de los tres primeros condados de Pensilvania en ser creados por William Penn en 1682. Recibe su nombre de Cheshire, Inglaterra. El condado forma parte de la zona del valle de Delaware, y es el único condado del valle de Delaware, Pensilvania, pero no con la frontera de Filadelfia, aunque se encuentra cerca.

## Geografía
Según la Oficina del Censo, el condado tiene un área total de 1968 km² (759,8 mi²), de la cual 1958 km² (756 mi²) es tierra y 10 km² (3,9 mi²) (0.51%) es agua.

### Condados
- Condado de Berks (norte)
- Condado de Montgomery (noreste)
- Condado de Delaware (este)
- Condado de New Castle, Delaware (sureste)
- Condado de Cecil, Maryland (sur)
- Condado de Lancaster (oeste)

## Demografía
| Raza                     | Núm.    | Perc.  |
| ------------------------ | ------- | ------ |
| Blancos (NH)             | 405,476 | 75.87% |
| Negros (NH)              | 28,391  | 5.31%  |
| Nativos (NH)             | 532     | 0.1%   |
| Asiático (NH)            | 35,143  | 6.62%  |
| Isleño del Pacífico (NH) | 119     | 0.02%  |
| Multiracial (NH)         | 21,210  | 4%     |
| Hispano o latino         | 43,542  | 8.15%  |

Según el censo de 2000, habían 433,501 personas, 157,905 hogares y 113,375 familias residiendo en la localidad. La densidad de población era de 221 hab./km². Había 163,773 viviendas con una densidad media de 84 viviendas/km². El 89.21% de los habitantes eran blancos, el 6.24% afroamericanos, el 0.15% amerindios, el 1.95% asiáticos, el 0.03% isleños del Pacífico, el 1.35% de otras razas y el 1.06% pertenecía a dos o más razas. El 3.72% de la población eran hispanos o latinos de cualquier raza.
Los ingresos medios por hogar en la localidad en 2007 eran de $80,818 y los ingresos medios por familia eran $97,894. Los hombres tenían unos ingresos medios en 2000 de $51,223 frente a los $34,854 para las mujeres. La renta per cápita para el condado era de $31,627. Alrededor del 5.20% de la población estaba por debajo del umbral de pobreza.

## Localidades

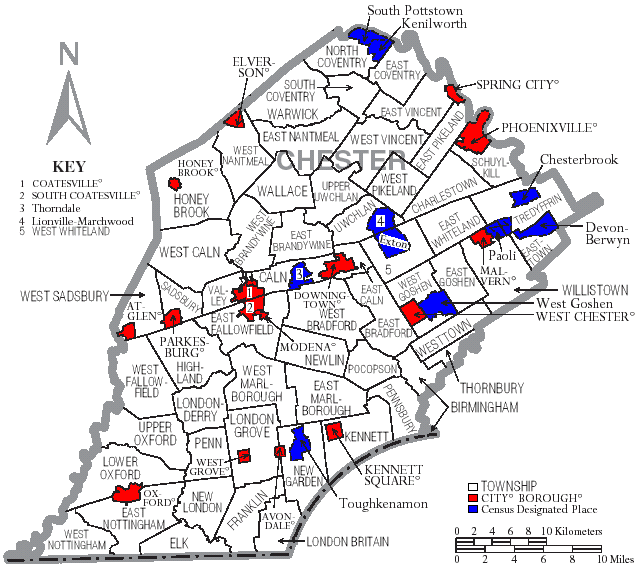
Mapa de las localidades en el condado de Chester.

### Ciudades
Coatesville 

### Boroughs
Atglen |
Avondale |
Downingtown |
Elverson |
Honey Brook |
Kennett Square |
Malvern |
Modena |
Oxford |
Parkesburg |
Phoenixville |
South Coatesville |
Spring City |
West Chester |
West Grove

### Municipios
Birmingham |
Caln |
Charlestown |
East Bradford |
East Brandywine |
East Caln |
East Coventry |
East Fallowfield |
East Goshen |
East Marlborough |
East Nantmeal |
East Nottingham |
East Pikeland |
East Vincent |
East Whiteland |
Easttown |
Elk |
Franklin |
Highland |
Honey Brook |
Kennett |
London Britain |
London Grove |
Londonderry |
Lower Oxford |
New Garden |
New London |
Newlin |
North Coventry |
Penn |
Pennsbury |
Pocopson |
Sadsbury |
Schuylkill |
South Coventry |
Thornbury |
Tredyffrin |
Upper Oxford |
Upper Uwchlan |
Uwchlan |
Valley |
Wallace |
Warwick |
West Bradford |
West Brandywine |
West Caln |
West Fallowfield |
West Goshen |
West Marlborough |
West Nantmeal |
West Nottingham |
West Pikeland |
West Sadsbury |
West Vincent |
West Whiteland |
Westtown |
Willistown

### Lugares designados por el censo
Berwyn |
Caln |
Chesterbrook |
Cochranville |
Devon |
Devon-Berwyn (histórico) |
Eagleview |
Exton |
Kenilworth |
Lincoln University |
Lionville |
Lionville-Marchwood (histórico) |
Paoli |
South Pottstown |
Thorndale |
Toughkenamon |
West Goshen |
Westwood

### Áreas no incorporadas
Birchrunville |
Bucktown |
Chester Springs |
Cheyney |
Cossart |
Coventryville |
Daylesford |
Eagle |
Embreeville |
Ercildoun |
Hopewell |
Kemblesville |
Kimberton |
Knauertown |
Landenberg |
Lower Hopewell |
Ludwigs Corner |
Marshallton |
Mortonville |
Nottingham |
Pughtown |
Southeastern |
Strafford |
Strickersville |
Sugartown |
Unionville |
Valley Forge |
Wayne |
West King of Prussia |
Willowdale |
Yellow Springs